# Halochroa eudela
Halochroa eudela là một loài bướm đêm trong họ Noctuidae.